# Ротенберг, Стюарт
Стюарт Ротенберг (англ. Stuart Rothenberg, род. 1948) — американский редактор, издатель и политический аналитик. Он наиболее известен своим выходящим два раза в неделю политическим бюллетенем The Rothenberg Political Report, теперь известным как «Inside Elections». Он также был постоянным обозревателем в Roll Call и время от времени писал статьи для других изданий, включая The Wall Street Journal, The Washington Post, The New York Times и Orlando Sentinel. 

## Биография
Ротенберг жил в Уотервилле, штат Мэн, где учился в колледже Колби, а затем переехал в Коннектикут, чтобы получить докторскую степень в Университете Коннектикута. На некоторое время он обосновался в Льюисбурге, штат Пенсильвания, и преподавал политологию в Университете Бакнелла. Он также преподавал в Католическом университете Америки. 
Помимо своей писательской деятельности, он часто появлялся в новостных выпусках и более десяти лет работал политическим аналитиком на канале CNN. Ротенберг работал политическим аналитиком на CBS News и Voice of America. Он также является приглашённым автором Political Wire.
Ротенберг известен своим прогнозом, сделанным в начале 2009 года, о том, что шансы Республиканской партии вернуть себе места в Палате представителей США в 2010 году равны «нулю». Позднее Ротенберг изменил свой прогноз, поскольку экономическая ситуация ухудшилась, а опросы общественного мнения отразили рост поддержки республиканцев в результате протестов движения «Чаепитие». Политический доклад Ротенберга прогнозировал, что республиканцы получат 55–65 мест в Палате представителей (они получили 63) и 6–8 мест в Сенате (они получили 6). 
За несколько недель до избрания Дональда Трампа президентом США Ротенберг написал статью для The Washington Post под заголовком «Путь Трампа к победе в коллегии выборщиков не узок. Его просто не существует». Ротенберг заявил: «Пенсильвания, Мичиган и Висконсин, когда-то входившие в сценарий Трампа, никогда не были „в игре“». Трамп одержал победу во всех трёх колеблющихся штатах.
В 2015 году издание Rothenberg Political Report сменило название на The Rothenberg & Gonzales Political Report, а его давний соратник Натан Гонсалес стал редактором и издателем. В 2017 году издание было переименовано в Inside Elections with Nathan L. Gonzales. Несмотря на смену названия, Ротенберг продолжил работать в Inside Elections в качестве старшего редактора. 

## Личная жизнь
Ротенберг женат и отец двоих детей. В настоящее время он проживает в Потомаке, штат Мэриленд.

## External links
- The Rothenberg Political Report
- Биография
- Stuart Rothenberg | Leading Authorities Speakers Bureau
- Упоминания в телепередачах кабельной сети C-SPAN